# Calle de la Independencia (Madrid)
La calle de la Independencia es una vía pública de la ciudad española de Madrid, situada en el barrio de Palacio, distrito Centro.

## Descripción
La vía, que en el plano de Espinosa de 1769 figuraba como «calle de San Bartolomé», recuerda con el título actual la guerra de la Independencia Española. Reformada a mediados del siglo XIX gracias a los nuevos espacios que dejaron los derribos efectuados por el Ejército francés a lo largo de dicha contienda, nace en la actualidad de la calle del Espejo a la altura de la de la Amnistía y discurre hasta llegar a la de Vergara. Aparece descrita en Las calles de Madrid (1889) de Hilario Peñasco de la Puente y Carlos Cambronero con las siguientes palabras:

Independencia. Esta calle va desde la plaza de Isabel II á la calle del Espejo. Antes se llamó de San Bartolomé, y así aparece en el plano de Espinosa. El nombre es en recuerdo á la guerra de 1808. Esta calle se reformó á fines de la primera mitad de este siglo, aprovechando los derribos que llevó á cabo el Gobierno francés. En el núm. 2 falleció, el 24 de Mayo de 1882, D. Joaquín Espín y Guillén, profesor del Conservatorio de Música.
(Peñasco de la Puente y Cambronero, 1889, p. 262)